# Umar Sadiq
Umar Sadiq (Kaduna, 1997. február 2. –) nigériai válogatott labdarúgó, a spanyol Valencia csatárja kölcsönben a Real Sociedad csapatától.

## Pályafutása

### Klubcsapatokban
Sadiq a nigériai Kaduna városában született. Az ifjúsági pályafutását a helyi Kusa Boys, Future of Africa és Abuja College csapatában kezdte, majd 2013-ban az olasz Spezia akadémiájánál folytatta.
2015-ben mutatkozott be a Spezia felnőtt csapatában. A 2015–16-os szezonban az első osztályú Románál szerepelt kölcsönben, majd a szezon végén a klubhoz szerződött. 2016 és 2020 között az olasz Bologna, Torino és Perugia, a holland NAC Breda, a skót Rangers, illetve a szerb Partizan csapatait erősítette szintén kölcsönben. A lehetőséggel élve, 2020-ban a szerb klubhoz igazolt.
2020. október 5-én ötéves szerződést kötött a spanyol másodosztályban érdekelt Almería együttesével. Először a 2020. október 10-ei, Logroñés ellen 1–0-ra elvesztett mérkőzés félidejében, Francisco Villalba cseréjeként lépett pályára. Első gólját 2020. október 21-én, a Cartagena ellen 1–1-es döntetlennel zárult találkozón szerezte meg. A 2021–22-es idényben feljutottak az első osztályba.
2022. szeptember 1-jén a Real Sociedadhoz igazolt. 2025. január 4-én vásárlási opcióval kölcsönbe került a Valencia csapatához.

### A válogatottban
Sadiq 2016-ban tagja volt a Nigériai Olimpiai Csapatnak, amellyel megszerezte a bronzérmet is.
2022-ben debütált a nigériai válogatottban. Először a 2022. január 11-ei, Egyiptom ellen 1–0-ra megnyert mérkőzés 72. percében, Taiwo Awoniyit váltva lépett pályára. Első válogatott gólját 2022. január 19-én, Bissau-Guinea ellen 2–0-ás győzelemmel zárult Afrikai Nemzetek Kupája-mérkőzésen szerezte meg.

## Statisztikák
2022. szeptember 11. szerint
| Klub                   | Szezon   | Osztály              | Bajnokság | Bajnokság | Kupa és Ligakupa | Kupa és Ligakupa | Nemzetközi | Nemzetközi | Összesen | Összesen |
| Klub                   | Szezon   | Osztály              | Meccs     | Gól       | Meccs            | Gól              | Meccs      | Gól        | Meccs    | Gól      |
| ---------------------- | -------- | -------------------- | --------- | --------- | ---------------- | ---------------- | ---------- | ---------- | -------- | -------- |
| Roma (kölcsönben)      | 2015–16  | Serie A              | 6         | 2         | 0                | 0                | —          | —          | 6        | 2        |
| Bologna (kölcsönben)   | 2016–17  | Serie A              | 7         | 0         | 0                | 0                | —          | —          | 7        | 0        |
| Torino (kölcsönben)    | 2017–18  | Serie A              | 3         | 0         | 0                | 0                | —          | —          | 3        | 0        |
| NAC Breda (kölcsönben) | 2017–18  | Eredivisie           | 12        | 5         | 0                | 0                | —          | —          | 12       | 5        |
| Rangers (kölcsönben)   | 2018–19  | Scottish Premiership | 1         | 0         | 2                | 0                | 1          | 0          | 4        | 0        |
| Perugia (kölcsönben)   | 2018–19  | Serie B              | 18        | 3         | 0                | 0                | —          | —          | 18       | 3        |
| Partizan (kölcsönben)  | 2019–20  | Super Liga           | 24        | 12        | 3                | 0                | 12         | 5          | 39       | 17       |
| Partizan               | 2020–21  | Super Liga           | 10        | 6         | 0                | 0                | 3          | 0          | 13       | 6        |
| Partizan               | Összesen | Összesen             | 34        | 18        | 3                | 0                | 15         | 5          | 52       | 23       |
| Almería                | 2020–21  | Segunda División     | 40        | 20        | 3                | 2                | —          | —          | 43       | 22       |
| Almería                | 2021–22  | Segunda División     | 36        | 18        | 2                | 1                | —          | —          | 38       | 19       |
| Almería                | 2022–23  | La Liga              | 3         | 2         | 0                | 0                | —          | —          | 3        | 2        |
| Almería                | Összesen | Összesen             | 79        | 40        | 5                | 3                | 0          | 0          | 84       | 43       |
| Real Sociedad          | 2022–23  | La Liga              | 2         | 1         | 0                | 0                | 1          | 0          | 3        | 1        |
| Összesen               | Összesen | Összesen             | 162       | 69        | 10               | 3                | 17         | 5          | 189      | 77       |

### A válogatottban
| Válogatott | Év       | Pályára lépés | Gól |
| ---------- | -------- | ------------- | --- |
| Nigéria    | 2022     | 7             | 1   |
| Nigéria    | 2023     | 3             | 0   |
| Nigéria    | 2024     | 2             | 0   |
| Nigéria    | 2025     | 7             | 0   |
| Összesen   | Összesen | 12            | 1   |

#### Góljai a válogatottban
| # | Időpont          | Helyszín                              | Ellenfél      | Gólok | Eredmény | Kiírás                          |
| - | ---------------- | ------------------------------------- | ------------- | ----- | -------- | ------------------------------- |
| 1 | 2022. január 19. | Roumdé Adjia Stadion, Garoua, Kamerun | Bissau-Guinea | 1–0   | 2–0      | 2021-es Afrikai Nemzetek Kupája |

## Sikerei, díjai
Partizan
- Super Liga
  - Ezüstérmes (1): 2019–20
- Szerb Kupa
  - Döntős (1): 2019–20

Almería
- Segunda División
  - Feljutó (1): 2021–22

Nigériai Olimpiai Csapat
- Nyári Olimpiai Játékok – Labdarúgás
  - Bronzérmes: 2016

## Fordítás
Ez a szócikk részben vagy egészben  az   Umar Sadiq című angol Wikipédia-szócikk fordításán alapul.  Az eredeti cikk szerkesztőit annak laptörténete sorolja fel. Ez a jelzés csupán a megfogalmazás eredetét és a szerzői jogokat jelzi, nem szolgál a cikkben szereplő információk forrásmegjelöléseként.